# Palazzo Doria d’Angri

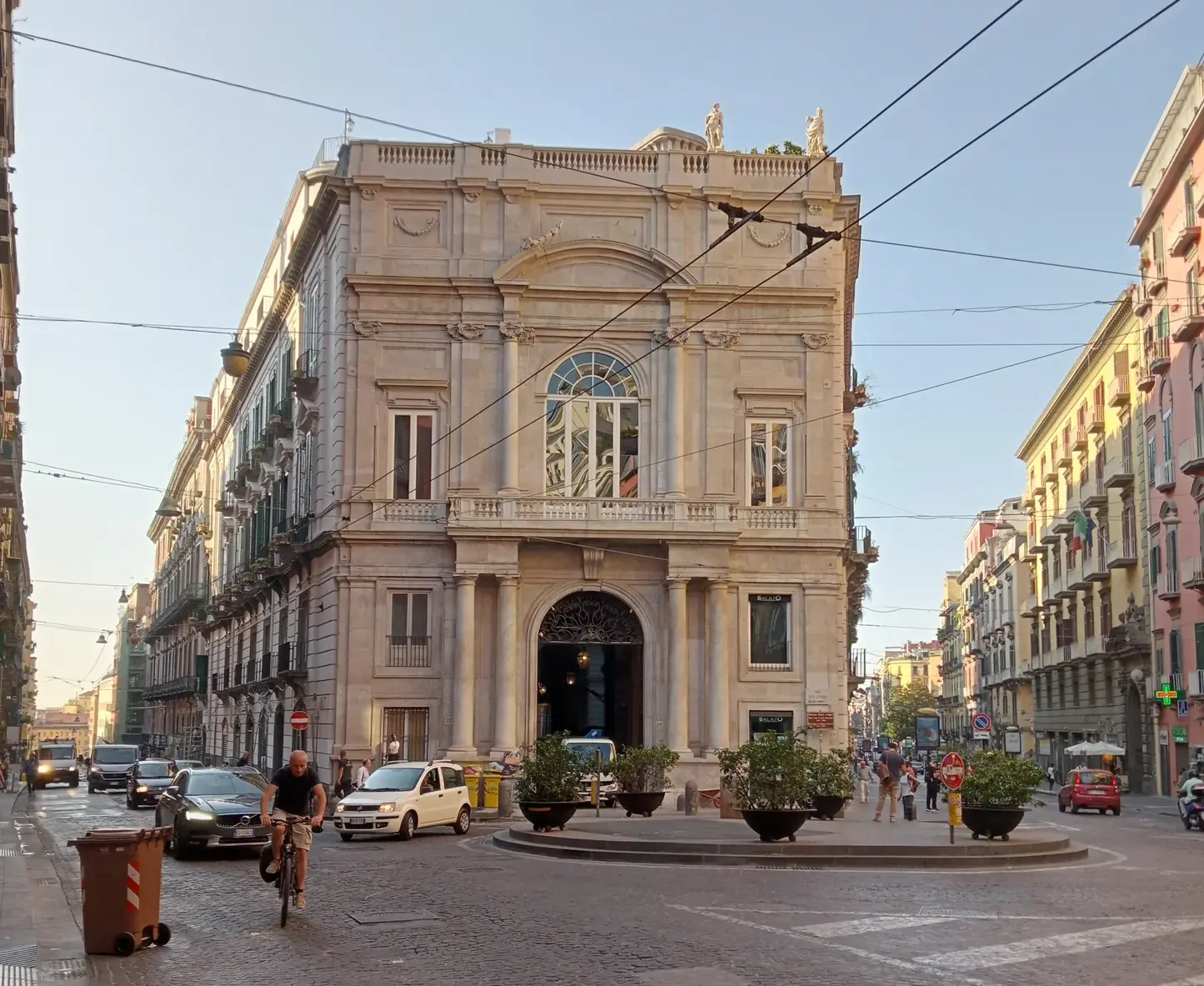
Palazzo Doria d’Angri in Neapel: Hauptfassade

Der Palazzo Doria d’Angri ist ein Palast aus dem 18. Jahrhundert im Viertel San Giuseppe in Neapels in der italienischen Region Kampanien. Er liegt an der Piazza Sette Settembre, 28 (früher Largo dello Spirito Santo), vor dem Palazzo Carafa di Maddaloni.

## Geschichte
Das Gebäude ließ Marcantonio Doria anstelle zweier bereits existierender Gebäude aus dem 16. Jahrhundert errichten, von denen der Herzog eines 1749 und das andere 1755 gekauft hatte. 1760 ließ er den größeren Komplex abreißen, aber im selben Jahr verstarb Marcantonio Doria und so fiel die Idee der Errichtung eines Familienpalastes an seinen Sohn Giovanni Carlo Doria, der mit dem Projekt Luigi Vanvitelli beauftragte.
Man begann mit den Arbeiten, und als Vanvitelli 1773 starb, fiel das Projekt zunächst an Ferdinando Fuga, später an Mario Gioffredo und schließlich an Carlo Vanvitelli, den Sohn von Luigi Vanvitelli; letzterem ist im Wesentlichen die heutige Konfiguration des Gebäudes zuzuschreiben.

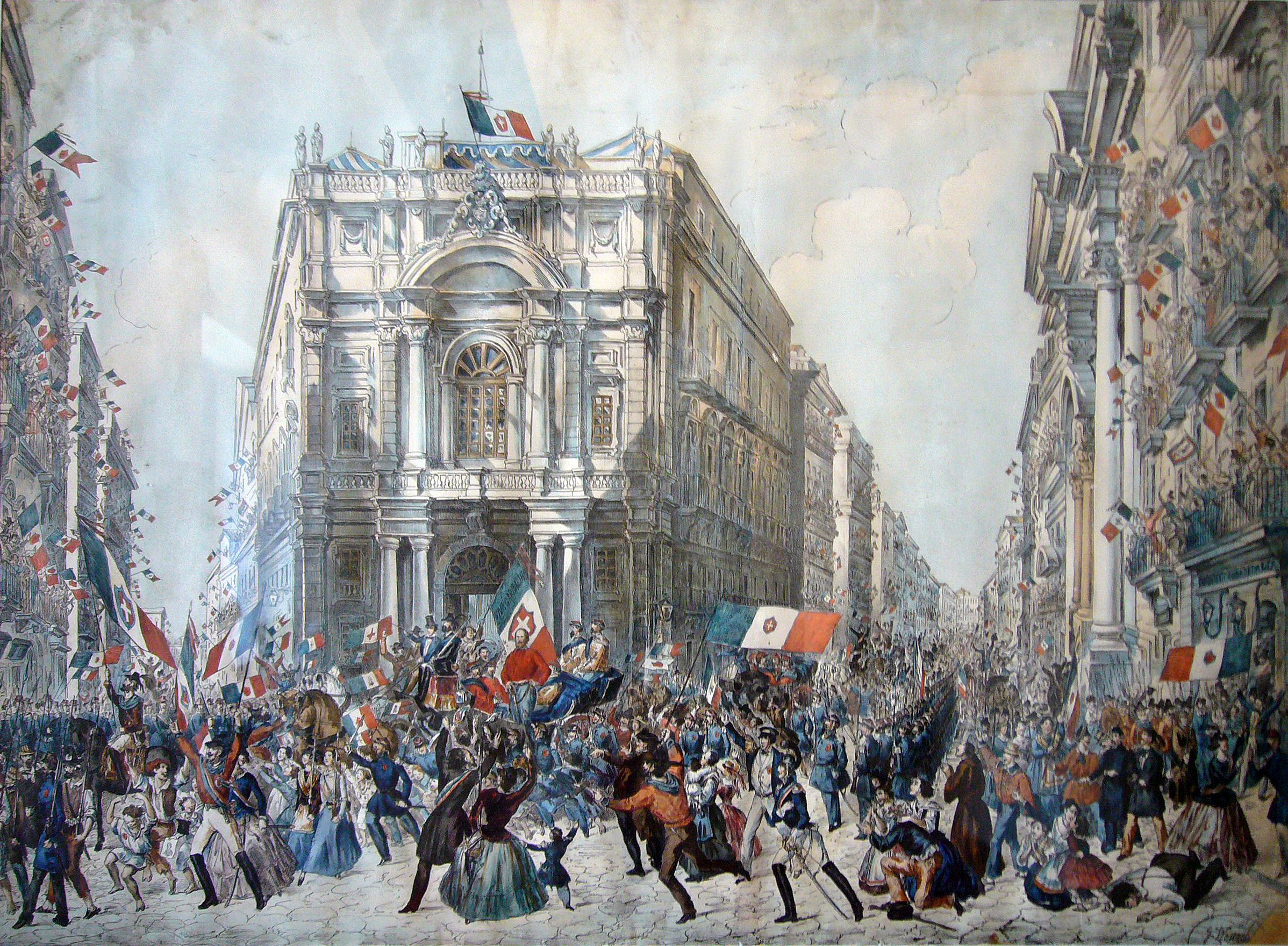
Der Einzug Garibaldis nach Neapel von Franz Wenzel Schwarz. Dort sieht man die originale Fassade des Palastes vor den im Zweiten Weltkrieg erlittenen Schäden.

1778 wurden die Bauarbeiten eingestellt, da ein Teil des Gebäudes leicht über das ursprüngliche Grundstück hinausragte. Dies verursachte einen Streit mit dem Markgrafen Polce, dem das an dieser Stelle anschließende Grundstück gehörte. Kurz darauf erwarb Doria aber das Grundstück, sodass er die Fassade des Palastes durch Anbringen der vier Säulen des Portals fertigstellen lassen konnte.
Während des Baus kam die Idee auf, auch ein Seitenportal zur Via Toledo hin zu schaffen, aber die Arbeiten endeten schon mit dem Entwurf des Bauingenieurs Gaetano Buonocuore. Tatsächlich wurde dagegen ein zweiter Eingang an der Rückfassade des Gebäudes, gegenüber dem Palazzo Carafa di Maddaloni gebaut. Letzte Arbeiten erledigte später, zu Beginn der 1830er Jahre, Antonio Francesconi, der damals auch an der anderen Immobilie der Familie, der Villa Doria d’Angri in Posillipo beschäftigt war, dessen Räumlichkeiten er für Wohnzwecke umbaute.
1860 wurde der Palast berühmt, weil am 7. September Giuseppe Garibaldi von dessen Balkon aus die Annexion des Königreiches beider Sizilien an das Königreich Italien verkündete.
1940 wurde die bemerkenswerte Sammlung von Marcantonio Doria, die sich im Palast befand und Keramiken, angewandte Kunst und Gemälde, darunter einige von Van Dyck, Rubens und das „Martyrium der Heiligen Ursula“ von Caravaggio enthielt, ausgelagert und versteigert. Bei dieser Gelegenheit kaufte die Banca Commerciale Italiana das Gemälde von Caravaggio und stellte es an ihrem historischen Sitz in Neapel, im Palazzo Zevallos, aus. Im Zweiten Weltkrieg erlitt der Gebäudekomplex einige Schäden, insbesondere am oberen Teil der Hauptfassade. Dabei gingen sechs der ursprünglich acht Skulpturen, die das Traufgesims zierten, und das große Adelswappen der Familie Doria über dem großen Fenster im Piano nobile verloren. Die Dekorationen der Säle im ersten Obergeschoss überstanden größtenteils die Bombardements.
2021 begannen die lange erwarteten Arbeiten zur Restaurierung der Außenfassaden.

## Beschreibung

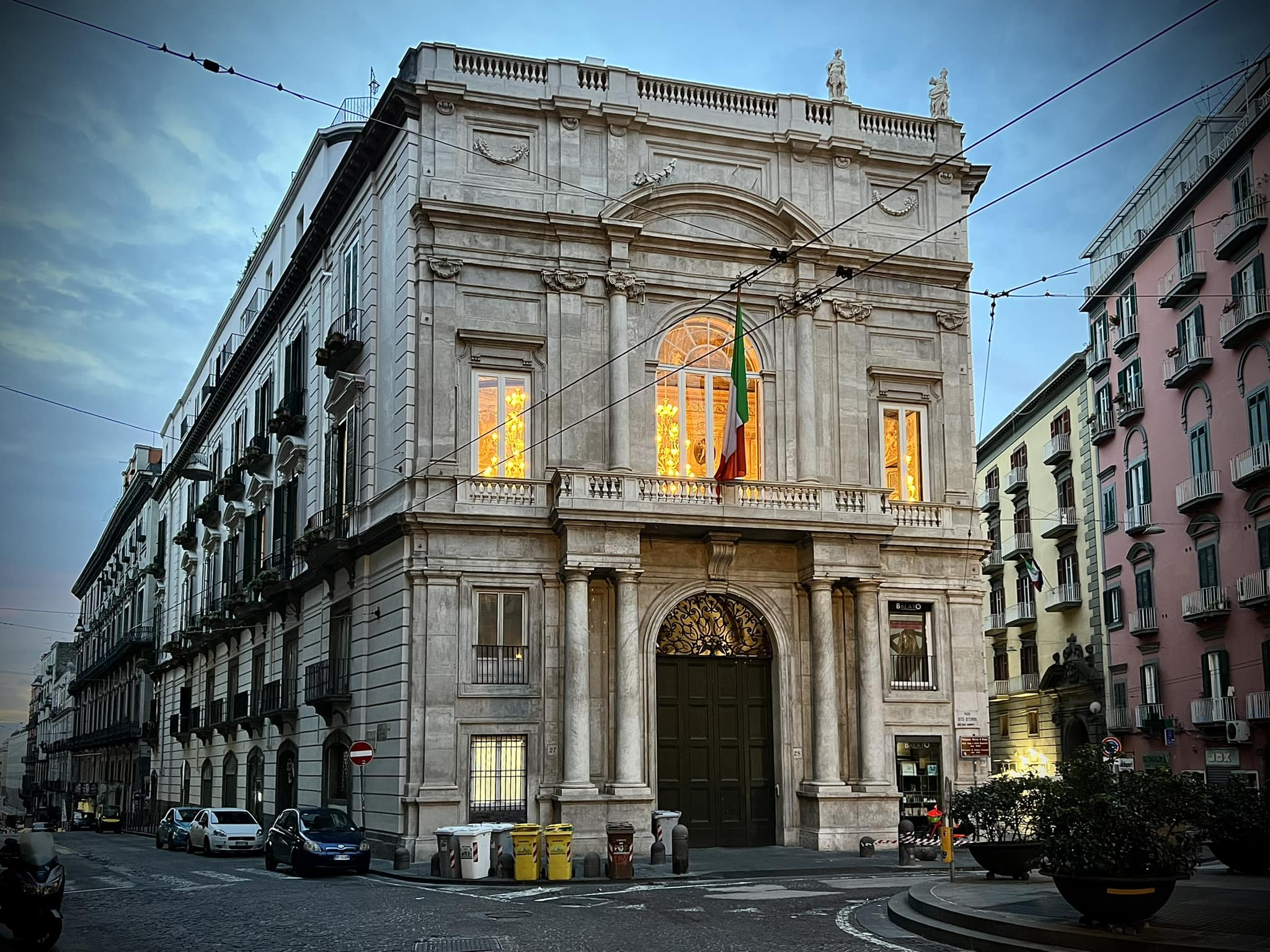
Palazzo Doria d’Angri bei Nacht

Der Palast hat einen trapezförmigen Grundriss; seine Hauptfassade zeigt in Richtung Meer. Sie ist in weißem Marmor gehalten und in drei Joche geteilt. Das Portal flankieren dorische Säulen, die, zusammen mit den mächtigen Konsolen, den vorspringenden Balkon stützen. Das obere Stockwerk ist durch Halbsäulen und ionische Lisenen geteilt, die drei Fenster mit Marmorrahmen einrahmen. Die Balustrade oben an der Fassade – heute teilweise beschädigt – besaß sechs Statuen unter denen sich in der Mitte das große Wappen der Dorias befand. Davon sind heute nur noch zwei Skulpturen auf der rechten Seite und ein Teil der Girlande des Wappens erhalten. Auf dem Aquarell von Franz Wenzel Schwarz, das die Szene des Einzugs Garibaldis nach Neapel zeigt und im Museo Civico di Castel Nuovo ausgestellt ist, kann man darüber hinaus erkennen, wie das ursprüngliche Aussehen des Gebäudes vor den Schäden im Zweiten Weltkrieg war. Die beiden Seitenfassaden zur Via Sant’Anna dei Lombardi und zur Via Toledo hin sind einfacher gehalten und zeigen Fenster mit alternierenden Tympana. Die Rückfassade zum Palazzo Carafa di Maddaloni hin hat dagegen ein bescheidenes Portal, das bald nach dem Bau wegen der Kontroverse zwischen den Dorias und den Carafas über die Kutschendurchfahrt verschlossen wurde.
Es gibt zwei Innenhöfe: Einer ist sechseckig, konzeptionell gleich wie der achteckige im Palazzo Serra di Cassano, aber schmäler und erhaben in der Form. Der andere Innenhof hat einen rechteckigen Grundriss. Diese beiden Höfe sind miteinander durch eine Gewölbepassage verbunden, während sie wiederum mit den jeweiligen Portalen durch lange Eingangsräume verbunden sind. Die gesamte Perspektive wirkt wie ein „optisches Teleskop“, eine für Vanvitelli typische Technik in der Architektur, die man auch in seinen anderen Werken erkennen kann, wie z. B. in den Gärten der Reggia di Caserta.
Ein großer Teil der Innenräume wurde mit für die Adelspaläste im Neapel des 18. Jahrhunderts typischen Verzierungen verschönert; es gibt Fresken und Gemälde von Fedele Fischetti und Costatino Desiderio schuf das große Fresko im Gewölbe der Galerie, wo sich Triomfo di Lamba Doria nella battaglia di Curzola (dt.: Triumph von Lamba Doria in der Schlacht von Curzola) befindet. Desiderio wird auch die Aurora im Boudoir zugeschrieben, wo sich auch die Karyatiden in Stuck befinden, die von dem Bildhauer Angelo Viva geschaffen wurden. Weitere Räume aus dem 18. Jahrhundert, wie das Spiegelkabinett, in dessen Schlafzimmer sich drei Gemälde von Francesco Solimena und Dekorationen von Girolamo Starace befinden, enthalten Fresken von Giacinto Diano, der außerdem auch an der Galerie des zweiten Adelsviertels arbeitete. Die Privatkapelle im ersten Obergeschoss ist schließlich mit Malereien von Giovanni Maria Griffon dekoriert.
Insgesamt zeigt sich der Palast in einem Stil, der als Klassizistischer Barock zwischen dem Spätbarock und dem Klassizismus einzuordnen ist.

## Bildergalerie

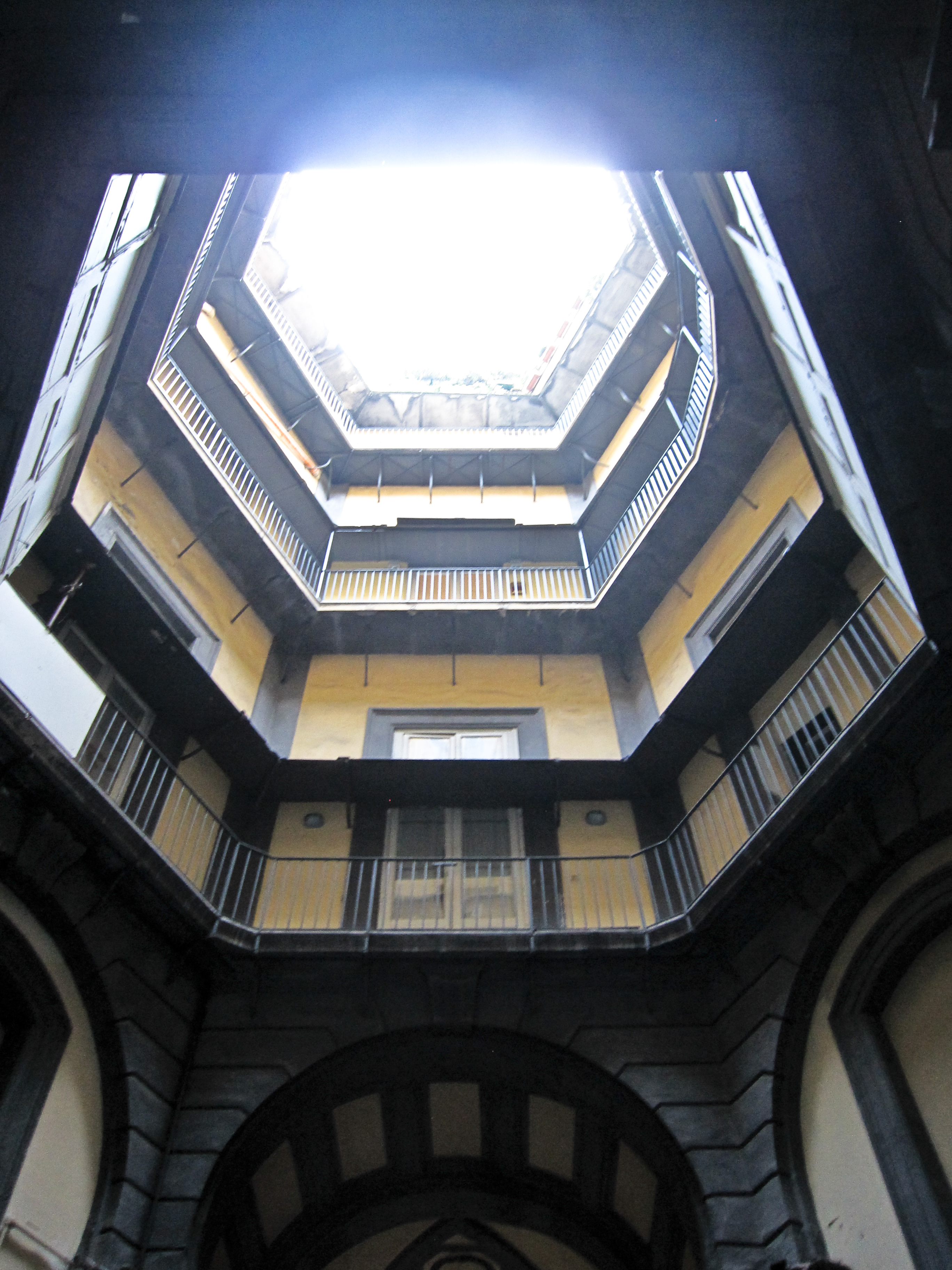
Der sechseckige Innenhof